# Gabriel Mañueco de Lecea
Gabriel Mañueco de Lecea (22 de febrero de 1922 – 5 de junio de 2002) fue un diplomático español.
Nació el 22 de febrero de 1922 en Madrid.
- En 1948 entró a la carrera diplomática.
- En 1964 fue designado director de asuntos políticos de África y subdirector del Instituto Hispano-Árabe de Cultura.
- En 1966 fue director general de Asuntos de África y Mundo Árabe.
- En 1972 fue consejero de embajada en Berna.[3]
- Fue secretario de Estado de Asuntos Exteriores entre 1981 y 1982.
- Del 13 de octubre de 1972 al 18 de junio de 1976 fue embajador en Damasco con coacreditación en Nicosia.
- Del 18 de junio de 1976 al 9 de julio de 1978 fue embajador en Argel (Argelia). Del 23 de diciembre de 1977 al 7 de enero de 1978 había sido llamado a consulta a Madrid.[4]
- De 1978 a 1983 fue embajador del gobierno de Adolfo Suárez ante el gobierno de Konstantinos Tsatsos en Atenas.[5] Sustituyó al embajador Fernando Rodríguez Porrero y Chávarri.
- El 31 de marzo de 1983 fue designado embajador de España en Washington D C, donde quedó acreditado entre el 16 de junio de 1983 y el 11 de mayo de 1987.[2] Fue sustituido por el embajador Pedro López de Aguirrebengoa.